# توماس جوزيف دولينج
توماس جوزيف دولينج هو قسيس كندي، ولد في 28 فبراير 1840، وتوفي في 6 أغسطس 1924 في هاميلتون في كندا.